# Australomymar formosum
Australomymar formosum är en stekelart som beskrevs av T.C. Narendran och Hayat 2003. Australomymar formosum ingår i släktet Australomymar och familjen dvärgsteklar. Inga underarter finns listade.